# Київський державний фаховий хореографічний коледж
Київське державне хореографічне училище — спеціалізований вищий навчальний заклад І рівня акредитації Міністерства культури України, який здійснює підготовку артистів балету.

## Історія
1934 року при Київському театрі опери та балету було створено балетну студію, яка згодом об'єдналася з хореографічним відділенням Театрального технікуму, 1940-го отримавши назву та статус Київського державного хореографічного училища.
Під час Другої світової війни приєднане до музичного училища. Від 1944 року — самостійна установа.

## Відомі викладачі
- Апухтін Микола Олександрович
- Ахекян Тетяна Луківна
- Баклан Федір Миколайович
- Васильєва Антоніна Іванівна
- Вдовиченко Андрій Анатолійович
- Вірський Павло Павлович
- Верекундова Наталія Вікторівна
- Володько Ванда Федорівна
- Денисенко Володимир Андрійович
- Жуков Леонід Олексійович
- Зайцев Євген Васильович
- Кирилова Галина Миколаївна
- Клявін Дмитро Робертович
- Ковтун Валерій Петрович
- Косменко Євген Володимирович
- Шерстюк Валентин Панасович

## Відомі випускники
- Білецька Тетяна Миколаївна
- Білоцерківський Максим Маркович
- Бондур Сергій Олексійович
- Борисова Ірина Сергіївна
- Боровик Тетяна Василівна
- Буличов Ігор В'ячеславович
- Вірська-Котляр Валерія Семенівна
- Вуйсич-Тодоровська Таня
- Гавриленко Алла Василівна
- Задаянна Ірина Євгеніївна
- Захарова Світлана Юріївна
- Кожокару Аліна
- Коливанова Світлана Іванівна
- Лагода Алла В'ячеславівна
- Семизорова Ніна Львівна
- Слободян Наталія Василівна
- Сарафанов Леонід Дмитрович
- Хилько Раїса Олексіівна
- Прядченко Микола Данилович
- Шумейкін Володимир Миколайович
- Ломаносова Ольга Олегівна
- Кухар Катерина Ігорівна